# Regular Show - Il film
Regular Show - Il film (Regular Show: The Movie) è un film d'animazione del 2015 diretto da J.G. Quintel.
Prodotto da Cartoon Network Studios, il film, basato sulla serie animata Regular Show, è stato proiettato in un numero limitato di sale cinematografiche negli Stati Uniti dal 14 agosto 2015; successivamente, nello stesso anno, è stato distribuito in digitale dal 1º settembre, in DVD dal 13 ottobre, e trasmesso su Cartoon Network il 15 novembre. In Italia è stato trasmesso su Cartoon Network il 24 marzo 2016, e replicato il 25 dicembre dello stesso anno.

## Trama
In un lontano futuro, Rigby guida un gruppo di ribelli composto da Benson, Skips, Batti Cinque, Muscle Man, e Pops contro un cyborg di nome Mr. Ross e il suo esercito intento a distruggere il tempo. Quando Rigby e la sua squadra raggiungono l'arma di Ross, lo trovano sorvegliato dalla controparte futura di Mordecai, anch'egli cyborg, che tenta di uccidere Rigby. Benson si sacrifica in modo che Rigby possa raggiungere la macchina del tempo per andare nel passato e fermare il caos. Mordecai spara a Rigby, ma questi riesce ugualmente a partire.
Nel presente, Mordecai e Rigby rischiano il posto di lavoro arrivando in ritardo. All'improvviso la nave spaziale del futuro appare e si schianta al suolo, e il Rigby del futuro si presenta ai personaggi. Egli spiega che quando lui e Mordecai erano al liceo avevano tentato di creare una macchina del tempo, che tuttavia esplose e creò il "Temponado", un tornado con la capacità di viaggiare attraverso lo spazio e il tempo. Mr. Ross, ex insegnante di pallavolo e di scienze del duo che all'epoca fu arrestato perché ritenuto responsabile dell'esplosione del laboratorio, vuole sfruttare il Temponado per dominare l'universo e vendicarsi di Rigby, che a causa sua fece perdere la sua squadra durante il campionato di pallavolo. Il Rigby del futuro, prima di morire, dice che a sparargli è stato lo stesso Mordecai, e dice al sé stesso del presente di "dire sempre la verità". Il gruppo usa allora la macchina del tempo per tornare nel passato e impedire la creazione del Temponado.
Il gruppo torna indietro di 6 anni, ma la macchina viene danneggiata. Mentre Muscle Man e Batti Cinque la sorvegliano vanno un attimo fuori per fare i bisogni, e intanto la nave inconstudita viene trovata da Muscle Man e Batti cinque del passato. Mordecai, Rigby, Benson, Skips e Pops si mettono alla raggiungono liceo, ma sono costretti a dividersi. Mordecai e Rigby incontrano i loro stessi del passato e riescono a convincerli a creare un vulcano artificiale, in modo da avere tempo per distruggere la macchina del tempo.
Intanto Mordecai e Rigby del passato ricevono le lettere di ammissione per l'università. Rigby scopre di non essere stato ammesso, mentre Mordecai si. Depresso e non disposto a separarsi dal suo migliore amico, Rigby rimpiazza la lettera di Mordecai con una falsa prima che lui possa leggerla, facendogli credere di essere stato anch'egli rifiutato. Mordecai, incredulo, convince l'amico a tornare nel liceo e costruire una seconda macchina del tempo per tornare nel passato e fare in modo di venire accettato. Il gruppo del presente, scoprendo che i due stanno costruendo la macchina che porterà alla creazione del Temponado, si dirigono al liceo per impedirglielo. Tuttavia vengono fermati da Mr. Ross e Mordecai del futuro, che costringono Rigby a dire la verità a Mordecai riguardo alla lettera dell'università. Ross successivamente lancia una bomba contro gruppo, ma il Mordecai del futuro, avendo un ripensamento, si getta su di essa, venendo ferito mortalmente. Ross a questo punto fugge via.
Mordecai è arrabbiato più che mai con Rigby per non avergli mai rivelato che l'università in realtà lo accettò, e non vuole più essere suo amico. Rigby allora fugge via dispiaciuto con la macchina del tempo (che è anche una macchina volante). Il Mordecai del futuro, prima di morire, dà al Mordecai del presente la sua macchina volante e lo invita a sistemare le cose. Rigby tenta di suicidarsi schiantandosi verso il sole, ma incontra Babbo Tempo (già apparso nell'episodio "Indietro nel tempo" della serie originale) che sta cadendo a pezzi a causa del Temponado; egli convince Rigby che l'unico modo per sistemare tutto è semplicemente chiedere scusa per ciò che ha fatto. Rigby si dirige quindi nel futuro, e con l'aiuto di Techmo, il gruppo riesce a ripristinare l'amicizia tra Mordecai e Rigby, a sconfiggere Ross una volta per tutte, e distruggere il Temponado con del plutonio. In seguito convincono il Rigby del passato a scusarsi con Ross, prima che venga arrestato, per aver fatto perdere il campionato. Ross lo perdona, alterando il futuro e mettendo così fine ai problemi tra di loro.
Il gruppo torna al presente. Mordecai e Rigby promettono di rimanere per sempre amici, tornando alla vita normale di tutti i giorni, anche se stavolta hanno a disposizione la macchina del tempo da usare a loro vantaggio durante il lavoro.

## Distribuzione

### Edizione italiana

#### Censure
Come avviene anche nella serie di Regular Show, anche nel film sono presenti delle censure per il linguaggio crudo o per i contenuti presenti.
La censura principale, e più eclatante, avviene nel finale. Nella versione originale Mordecai e Rigby, prima di lanciare il plutonio nel Temponado, vengono di nuovo fermati da Ross, ma Techmo lancia a Rigby una spada laser, che usa per tagliare la testa a Ross per poi gettarlo nel Temponado. Invece nella versione italiana (identica alla versione inglese) Mordecai e Rigby lanciano solamente il plutonio nel Temponado.